# Bonatitan reigi
Bonatitan reigi és una espècie de dinosaure titanosaure que va viure al Cretaci superior en el que actualment és Argentina. Aquesta espècie va ser descrita, a partir d'un esquelet parcial, per Martinelli i Forasiepi l'any 2004.
El nom del gènere fa referència al paleontòleg José Fernando Bonaparte.